# Ingrid Daubechies
Ingrid Daubechies (* 17. srpna 1954 Houthalen, Belgie) je původem belgická fyzička a matematička a v současné době profesorka na Princetonské univerzitě v USA.
Známá je především svou prací v oblasti teorie vlnek. Zabývala se konstrukcí (bi)ortogonálních vlnek s kompaktním nosičem. Spolu s A. Cohenem a J. C. Feauveauem odvodila rodinu symetrických biortogonálních vlnkových bází, které jsou známy jako vlnky Cohen-Daubechies-Feauveau a které se využívají ke kompresi obrazu (např. JPEG 2000). Během své kariéry obdržela řadu ocenění. Za svou knihu Ten Lectures on Wavelets získala cenu Leroy P. Steele. Je vdaná za matematika R. Calderbanka a má dvě děti.